# Lycée Janson de Sailly

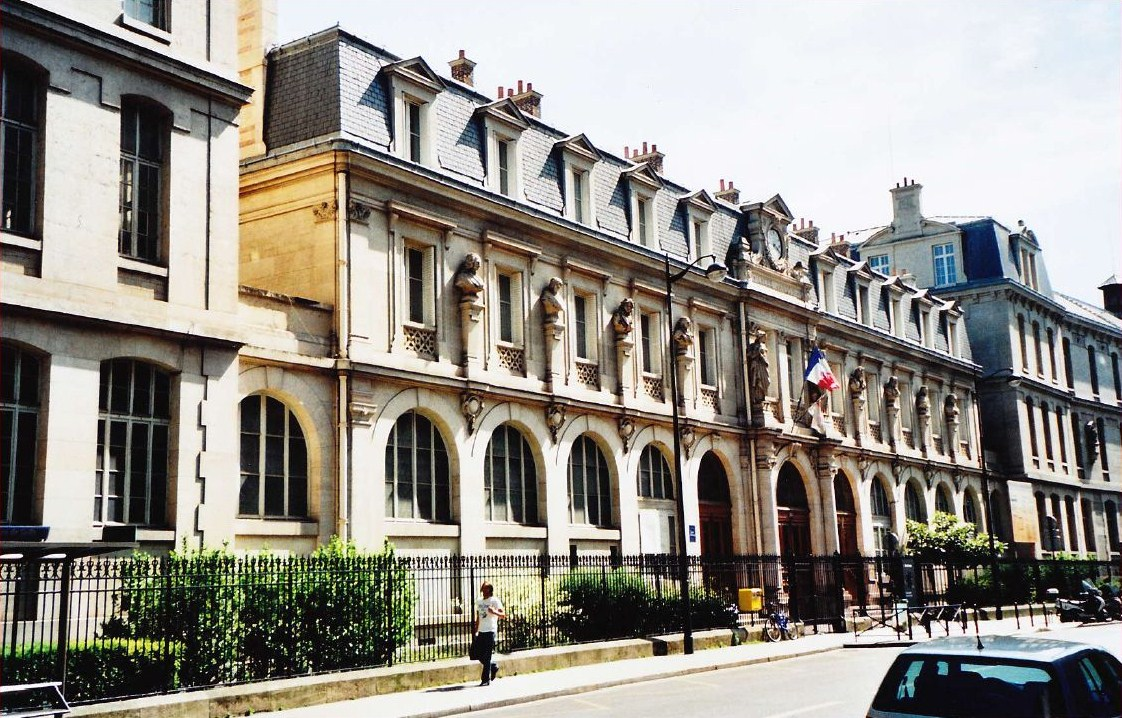
Das Hauptgebäude des Lycée Janson de Sailly, Rue de la Pompe 106

Das Janson de Sailly (umgangssprachlich JDS oder Janson) ist eines der größeren Pariser Gymnasien mit etwa 3100 Schülern und 350 Lehrern. Es liegt im 16. Arrondissement.

## Geschichte
Der Pariser Anwalt Alexandre Emmanuel François Janson de Sailly (1785–1829) vermachte testamentarisch sein gesamtes Vermögen dem französischen Staat mit der Auflage, ein Gymnasium zu errichten. Es wurde aber erst im Jahre 1880 im Stadtviertel Passy gebaut (106, Rue de la Pompe, 16. Arrdt.). Victor Hugo hielt  bei der Eröffnung des Gymnasiums eine Rede. Einige Jahre später wurden auch Mädchen aufgenommen.

## Gebäude
Das Gymnasium ist in drei Teile gegliedert: das collège und das lycée. Im dritten Teil befinden sich die Verwaltung, die Bibliothek und die Mensa.

## Unterricht
Im Janson kann man Deutsch oder Englisch als erste Fremdsprache und Deutsch, Englisch, Spanisch, Italienisch, Russisch oder Chinesisch als zweite Fremdsprache wählen. Latein, Altgriechisch und Kunstgeschichte können als Wahlfächer gelernt werden.
Es gibt eine Abibac-Sektion und einen bilingualen deutschsprachigen Zweig, wo jährlich ein Schüleraustausch (für die 4°) mit dem Max-Planck-Gymnasium in Dortmund und eine Reise nach Berlin (für die T°) organisiert werden.
Die Schüler müssen für ihr Abitur (baccalauréat) einen Schwerpunkt wählen: Im Janson kann man das naturwissenschaftliche (sechs Klassen), das wirtschaftliche (drei Klassen) oder das sprachlich-geisteswissenschaftliche (eine Klasse) Baccalauréat ablegen.
Man findet alle vorbereitenden Klassen für höhere Schulen (Prépas): die sprachlich-geisteswissenschaftlichen (AL und BL), die naturwissenschaftlichen (MPSI, PCSI, MP, PC, PSI und BCPST) und die wirtschaftlichen (ECS und ECE).

## Verwaltung
Im Janson gibt es eine proviseur (Direktorin), die mit drei Stellvertretern zusammenarbeitet (einen für die Klassen 6°, 5°, 4° und 3°, was den Klassen 6, 7, 8 und 9 in Deutschland entspricht; einen für die Klassen 2°, 1° und T°, entsprechend den Klassen 10, 11 und 12 in Deutschland und einen für die Prépas).

## Ehemalige Schüler
Wie bei anderen Pariser Traditionsgymnasien haben viele frühere Schüler nach dem Abschluss der Schule den Weg über die Vorbereitungsklassen (prépas) zu einer der Elitehochschulen genommen und traten im Anschluss in den Staatsdienst ein.
Diese Liste ist chronologisch nach Geburtsjahrgängen sortiert:
- Élie Cartan (1869–1951), Mathematiker
- Jacques Bardoux (1874–1959), Publizist und Politiker
- Roger Martin du Gard (1881–1958), Schriftsteller, Nobelpreisträger
- Max Décugis (1882–1978), Tennisspieler
- Sacha Guitry (1885–1957), Dramatiker und Filmregisseur
- Roland Garros (1888–1918), Luftfahrtpionier
- Louis de Broglie (1892–1987), Physiker
- Jean-Michel Frank (1895–1941), Möbeldesigner
- Henry de Montherlant (1895–1972), Schriftsteller
- Jacques-Napoléon Faure-Biguet (1893–1954), Schriftsteller
- Julien Green (1900–1998), Schriftsteller
- Henri Honoré d’Estienne d’Orves (1901–1941), Marineoffizier und Résistancekämpfer
- Michel Leiris (1901–1990), Schriftsteller und Ethnologe
- Jean Gabin (1904–1976), Schauspieler
- Pierre Bertaux (1907–1986),  Germanist, Politiker und Résistancekämpfer
- Edgar Faure (1908–1988), Politiker, Premierminister von Frankreich
- Claude Lévi-Strauss (1908–2009), Ethnologe
- Maurice Merleau-Ponty (1908–1961), Philosoph
- Maurice Schumann (1911–1998), Politiker
- Pierre Daninos (1913–2005), Schriftsteller
- Mohammed Sahir Schah (1914–2007), König von Afghanistan
- Bernardino Piñera Carvallo (1915–2020), chilenischer Erzbischof
- Serge de Beaurecueil (1917–2005), Islamwissenschaftler
- Michel Déon (1919–2016), Schriftsteller
- Gérard Oury (1919–2006), Filmregisseur und Drehbuchautor
- Jean Dutourd (1920–2011), Schriftsteller
- Justus Rosenberg (1921–2021), Linguist und Literaturwissenschaftler
- José Giovanni (1923–2004), Schriftsteller und Filmregisseur
- Jean-Jacques Servan-Schreiber (1924–2006), Journalist und Politiker
- Alain Decaux (1925–2016), Historiker und Rundfunkmoderator
- Serge Dassault (1925–2018), Unternehmer und Politiker
- Valéry Giscard d’Estaing (1926–2020), Politiker, Staatspräsident von Frankreich
- Georges Lautner (1926–2013), Film- und Fernsehregisseur
- François Furet (1927–1997), Historiker
- Lennart Meri (1929–2006), estnischer Schriftsteller, Präsident von Estland
- George Steiner (1929–2020), Literaturwissenschaftler, Schriftsteller, Philosoph und Kritiker
- Philippe Noiret (1930–2006), Schauspieler
- Jacques Lafleur (1932–2010), Politiker
- Romain Zaleski (* 1933), Unternehmer
- Lionel Jospin (* 1937), Politiker, Premierminister von Frankreich
- Régis Debray (* 1940),  Philosoph, Journalist, Schriftsteller, Professor
- Jacques Attali (* 1943), Ökonom
- Ibrahim Boubacar Keïta (1945–2022), Politiker, Premierminister und Staatspräsident von Mali
- Laurent Fabius (* 1946), Politiker, Premierminister von Frankreich
- Matthieu Ricard (* 1946), buddhistischer Mönch
- Frédéric Mitterrand (1947–2024), Autor, Filmemacher und Politiker
- Jean-Paul Enthoven (* 1949), Essayist
- Jean-Louis Borloo (* 1951), Politiker
- Vincent Bolloré (* 1952), Unternehmer
- Pierre Assouline (* 1953), Schriftsteller und Journalist
- Sébastien Izambard (* 1973), Sänger